# 金容培
金 容培（キム・ヨンベ、김용배）は大韓民国の軍人、実業家。第17代陸軍参謀総長を務め大将に昇進した。太極武功勲章授与者。

## 人物
1923年4月21日、京城府に生まれる。1942年、京畿高等学校卒業。1944年、京城法学専門学校卒業。学徒出陣して日本陸軍少尉。
1946年3月23日付で軍事英語学校を卒業して少尉に任官（軍番10077番）。第1連隊C中隊小隊長。以後、第7連隊や第13連隊に在任して中領まで昇進した。1949年1月15日、第1師団参謀長。同年9月17日、第8師団第21連隊長。
1950年1月から6月まで陸軍歩兵学校教育課程に入校。朝鮮戦争が勃発すると東海岸の戦闘、7月の遅滞作戦、釜山橋頭堡の戦いで勇戦。1950年10月、第3師団副師団長。
1951年1月、第7師団副師団長。中国人民志願軍の2月攻勢、キラー作戦、4月攻勢で師団長を補佐した。同年4月27日、陸軍本部作戦教育局要員。同年5月28日、第7師団長。6月の917高地争奪戦を指揮。8月、ヤンガルレ高地（732高地）を占領。以後、西南地区戦闘司令官、晋州地区衛戍司令官を歴任。
1952年3月、陸軍歩兵学校副校長。同年5月、陸軍本部人事局長。
1953年2月、第7師団長。前哨陣地争奪戦を展開した。
1954年6月から翌年までアメリカ陸軍指揮幕僚大学に留学。
1955年7月、陸軍本部人事局長。
1956年1月、金昌龍中将暗殺事件調査委員。同年9月、陸軍本部企画参謀副長。
1959年7月、任少将。第1軍団長。
1960年4月、第5軍団長。
1960年10月、陸軍本部情報参謀副長。
1961年1月、任中将。同年5月、陸軍士官学校長。
1962年、陸軍参謀次長。
1963年6月、第2軍司令官。
1965年4月、陸軍参謀総長、任大将。
1966年9月、予備役編入。
1967年1月、忠州肥料社長。
1968年、大韓重石鉱業社長。
1980年、国防部政策諮問。

## 叙勲
- 太極武功勲章 - 1953年8月27日
- 乙支武功勲章
- 忠武武功勲章
- 花郎武功勲章
- 保国勲章統一章
- 大統領表彰
- レジオン・オブ・メリット - 1954年5月13日[4]

## 尹泰鉉少領即決処分問題
1950年7月、金率いる第21連隊は江陵からの撤退後、慶尚北道の栄州邑・豊基面で防衛線を張り朝鮮人民軍第12師団との壮絶な戦闘を続けていた。このとき、独断撤退を繰り返したとして第1大隊長の尹泰鉉少領を軍法会議を経ることなく17日に銃殺した。
しかし、陸軍参謀総長による即決処分許可令が発動されたのは8日後の25日であり、したがって尹の処刑は合理的な根拠のないものであった。
当時、日本軍出身の金と光復軍出身の尹とは何かと摩擦が多く、処刑も怨恨によるものとの噂が流れたが、真相は定かではない。
真実和解の為の過去史整理委員会による調査の結果、2008年に尹の名誉回復がなされ、国が正式に遺族に謝罪した。